# Пасковка
Пасковка (укр. Пасківка) — село,
Новоселовский сельский совет,
Полтавский район,
Полтавская область,
Украина.
Код КОАТУУ — 5324084009. Население по переписи 2001 года составляло 218 человек.

## Географическое положение
Село Пасковка находится на правом берегу реки Свинковка,
выше по течению примыкает село Терентиевка,
ниже по течению на расстоянии в 2,5 км расположено село Затурино,
на противоположном берегу — сёла Новосёловка и Бочановка.
Рядом проходит железная дорога, станция Свинковка в 1-м км.